# Куликово (посёлок, Архангельская область)
Кулико́во — посёлок лесозаготовителей в Красноборском районе Архангельской области России. Административный центр Куликовского сельского поселения.

## География
Посёлок Куликово находится в центре Красноборского района, на крутом живописном берегу реки Уфтюга.

## История
В 1953 году вверх по течению реки Уфтюга на баржах во время весеннего половодья были завезены строительные материалы для нового поселения.

## Население
| 2002 | 2009 | 2010 |
| ---- | ---- | ---- |
| 926  | ↘888 | ↘679 |

## Экономика
Посёлок известен как начальный пункт Куликовской узкоколейной железной дороги, которая простирается на многие километры далеко в тайгу, на север, и служит для вывоза заготавливаемого леса на деревообрабатывающие производства Котласа. В 2014 году Куликовская узкоколейная железная дорога не действует, разбирается на металлолом.